# Pfarrhaus Meyenburger Damm 11
Das Pfarrhaus Meyenburger Damm 11 in der niedersächsischen Gemeinde Schwanewede, Ortsteil Meyenburg, stammt vom Anfang des 20. Jahrhunderts. Aktuell (2025) wird es zum Wohnen und durch die Kirchengemeinde genutzt.
Das Gebäude steht wie der Ortskern unter Denkmalschutz (siehe auch Liste der Baudenkmale in Schwanewede).

## Geschichte und Beschreibung
In einer Urkunde von 1309 werden die Rechte an eine von der Bürgerschaft der Stadt Bremen gemeinsam mit den Grafen von Stotel, Delmenhorst und Oldenburg und einigen Adelsfamilien der Region erbauten Burg festgelegt. Der älteste Siedlungsbereich zwischen der Burg und dem Geestrand besteht aus dem Meyenburger Damm mit ortstypischem Querschnitt und Kopfsteinpflaster sowie seitlicher Begrenzung durch die Laubbäume der Höfe sowie Hecken und wenige Einfriedungen sowie den giebelständigen großen Wohn- und Wirtschaftsgebäuden und Hofanlagen, zumeist in Backstein (Nr. 1, 3, 4, 7, 8, 14 bis 16, 20, 27) sowie Kirche St.-Luciae (Nr. 9), Friedhof (Nr. 9), Pfarrhaus (Nr. 11), Schule (Nr. 10) und Gasthaus (Nr. 5).
Das ein- und zweigeschossige traufständige Wohngebäude in Backstein mit ziegelgedecktem Sattel- und Krüppelwalmdach mit Dachhaus und Fledermausgaube wurde um 1910 nach Plänen von Architekt Hugo Wagner (Bremen) gebaut. Die fein versprossten Fenster und die originale Haustür blieben erhalten. Rückseitig wurde ein kurzer Flügel angefügt. Auch die Mauer der Einfriedigung zur Straße und zur Kirche steht unter Denkmalschutz.
Das Landesdenkmalamt befand u. a.: „… zeittypischer Gestaltung nördlich der Kirche …“